# Ойбурское озеро
Ойбу́рское о́зеро (укр. Ойбурське озеро, крымскотат. Oybur gölü, Ойбур голю) — солёное озеро, расположенное на северо-западе Сакского района; 4-е по площади озеро Сакского района. Площадь — 5,0 км², 4,39 км². Тип общей минерализации — солёное. Происхождение — лиманное. Группа гидрологического режима — бессточное. Площадь водосборного бассейна — 92 км².

## География
Входит в Евпаторийскую группу озёр. Вокруг озера расположены сёла Штормовое и Поповка, неподалёку — Крыловка (севернее). Длина — 4 км. Ширина средняя — 1,3 км, наибольшая — 1,5 км. Глубина средняя — 2 м, наибольшая — 3,9 м. Высота над уровнем моря: −0,4 м. Отделён от Чёрного моря перешейком по которому проходит дорога без твёрдого покрытия. Местами есть надводные камни.

Имеет округлую форму вытянутую с северо-запада на юго-восток. Берега пологие, за исключением небольшого участка на юго-востоке — обрывистый с пляжем. На востоке и северо-западе (у Поповки) к озеру прилегают солончаки. Реки не впадают.
На дне залегает толща донных отложений: илистые чёрные в верхнем слое, затем серые и стально-серые, иногда с голубоватым оттенком. Высшая водная растительность развивается успешно лишь в опреснённых верховьях озёр и у выходов маломинирализованных подземных вод. Озеро зарастает водной растительностью преимущественно на опреснённых участках — в лагунах у пересыпей, в устьях впадающих балок, в зоне выходов подземных вод. Тут интенсивно развиваются различные водоросли, вплоть до цветения воды. В некоторые годы водоросли придают летом озёрной рапе красноватый или зеленоватый оттенок.
Среднегодовое количество осадков — около 400 мм. Питание: смешанное — поверхностные и подземные воды Причерноморского артезианского бассейна, морские фильтрационные воды.

## Хозяйственное значение
Грязи (иловые сульфидные приморского типа) озера отнесены к категории лечебных и поэтому озеро является местом рекреации. Является одним из 14 грязевых месторождений Крыма, имеющих утверждённые Советом Министров УССР зоны санитарной охраны.
В феврале 2019 года на берегу Ойбурского озера началось строительство завода по выращиванию креветок Строительство завода не проходило государственную экологическую экспертизу Росприроднадзора. Несмотря на проверку прокуратуры Крыма и экстренный выезд на место сотрудников министерства экологии и природных ресурсов РК строительство завода не прекратилось. Завод будет использовать местные водные биоресурсы в качестве кормов для креветок.